# Huckleberry Finns äventyr
Huckleberry Finns äventyr (engelska: The Adventures of Huckleberry Finn), är en amerikansk bildningsroman och pikareskbok, en äventyrsroman och satir av Mark Twain (pseudonym för Samuel Langhorne Clemens). Boken gavs ursprungligen ut 1884 och är en klassiker. Den är en fristående fortsättning på Tom Sawyers äventyr. Mark Twain började skriva den 1876, samma år som den föregående gavs ut och den anses vara ett mycket större verk.

## Handling
Boken börjar med ett sammandrag av vad som hände i Tom Sawyers äventyr. Den handlar om den fjortonårige pojken Huckleberry Finn från Saint Petersburg i Missouri (en påhittad stad som är inspirerad av Hannibal, Missouri), vars pappa är alkoholist, och hans äventyr på rymmen tillsammans med miss Watsons slav Jim, som också har rymt eftersom han har hört att han ska säljas.
Huck har tagits om hand av änkan Douglas och hennes syster Miss Watson. Huck kidnappas av fadern och hålls fången i dennes koja, men Huck flyr till Jacksons ö, där han träffar Jim.  Jim hade egentligen tänkt sig att fly till friheten i Ohio i nordstaterna via Ohiofloden vid Cairo, där floderna flyter samman, men de hamnar istället nedströms på Mississippifloden. I nordstaterna var slaveri avskaffat. Twain kände till livet på Mississippi eftersom han hade varit lots på floden. Romanen är en protest mot slaveriet och skenheligheten hos kristna.
Under äventyren växer ett starkt vänskapsband och en lojalitet fram. Jim är mycket skrockfull, lättlurad och godtrogen, vilket gör honom till en komisk gestalt som möter många motgångar. Men han är också en praktisk person som gillar och skyddar Huck. De träffar på stridande klaner, mördare, laglösa "aristokrater" och flera gäng men de överlever med tur, klokhet och beslutsamhet.
När de kommer till Arkansas, hamnar Jim hos Toms farbror Silas och faster Sally Phelps men fritas av Huck och Tom. Miss Watson har dött och skrivit i testamentet att Jim är fri, men Tom berättar inte det för de andra. Under fritagningen blir Tom skjuten i benet och Huck kommer bort från de andra när han hämtar en doktor åt Tom. Jim bestämmer sig för att ge upp friheten, det är i alla fall vad han tror, för att Tom ska få vård. Kort därefter återvänder Tom, Jim och doktorn till tant Sally och farbror Silas gård, Toms moster Polly kommer dit och reder ut saken. I slutet på romanen bestämmer sig Huck för att inte återvända till tant Sally eftersom, som Huck berättar för läsaren, hon har planer på att "sivelsera" honom.

## Om boken
Eftersom det är Huck som berättar historien så ser vi händelserna genom ett barns ögon. Ernest Hemingway skrev: "All modern amerikansk litteratur kommer från en bok av Mark Twain som heter "Huckleberry Finn"... Det fanns ingenting före, det har inte kommit någonting lika bra sedan dess." Belackare har pekat på Mark Twains satirisering av vitas attityd mot svarta. Twain ansåg att sådana var fel. Boken är skriven på dialekt vilket kan göra engelskan svår för en svensk läsare. Samhällskritiken visas mycket tydligt i boken; Twain använder sig av sina egna erfarenheter. Föregångaren Tom Sawyers äventyr saknade sådan. Boken börjar med en varning: "Personer som försöker finna ett motiv i denna berättelse kommer att häktas; personer som försöker finna en moral i denna kommer att straffas; personer som försöker finna en handling i den kommer att skjutas."

## Filmatiseringar i urval
- Huck and Tom (1918) stumfilm regisserad av William Desmond Taylor, med Jack Pickford som Tom, Robert Gordon som Huck och Clara Horton som Becky.
- Huckleberry Finn (1920) stumfilm regisserad av William Desmond Taylor, med Lewis Sargent som Huck, Gordon Griffith som Tom och Thelma Salter som Becky.
- Huckleberry Finn (1931) film producerad av Paramount Pictures, regisserad av Norman Taurog, med Jackie Coogan som Tom, Junior Durkin som Huck och Mitzi Green som Becky.
- Huckleberry Finns äventyr (1939) film producerad av MGM, regisserad av Richard Thorpe, med Mickey Rooney som Huck och Rex Ingram som Jim.
- Huckleberry Finns äventyr (1960), regisserad av Michael Curtiz, med Eddie Hodges som Huckleberry Finn och Archie Moore som Jim.
- Tom Sawyer och Huckleberry Finn (1979), tv-serie med Ian Tracy som Huckleberry Finn och Sammy Snyders som Tom Sawyer.
- Huckleberry Finns äventyr (1993), med Elijah Wood som Huckleberry "Huck" Finn och Courtney B. Vance som Jim.
- Tom och Huck (1995), film förflyttad till nutid, med Jonathan Taylor Thomas som Tom och Brad Renfro som Huck.